# Nicétas Abalantès
Nicétas, parfois surnommé Abalantès (en grec médiéval : Νικήτας [Αβαλάντης]) est un général byzantin qui dirige une importante expédition militaire contre les Fatimides en Sicile en 964 mais qui échoue à contrecarrer la conquête de l'île par les Arabes. Fait prisonnier, il en profite pour copier le manuscrit Codex Parisinus gr. 497.

## Biographie

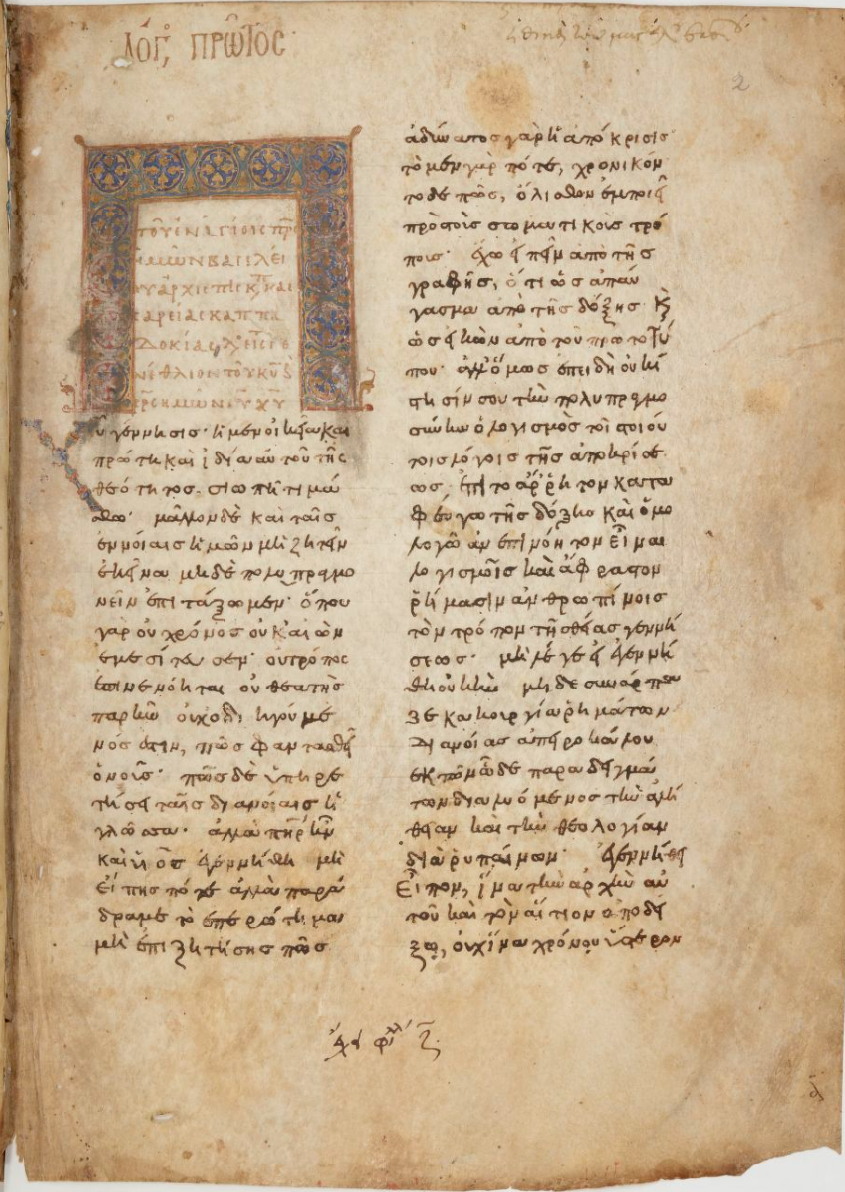
Début du manuscrit copié par Nicétas.

Les origines familiales de Nicétas nous échappent largement puisque la seule source explicite, dans le Code Parisinus contient uniquement un fragment de génitif : ...άντου. L'historienne Hélène Ahrweiler a émis l'hypothèse qu'il s'agit d'Abalantès, sans certitude. Dans ce cas, son frère Michel aurait été le protovestiaire de l'empereur Nicéphore II Phocas (963-969).
Selon le chroniqueur Léon le Diacre, Nicétas est un eunuque et un homme très pieux. Il est nommé protospathaire et drongaire de la flotte (amiral de la flotte impériale), avant d'être promu au rang de patrice. En 964, l'empereur le choisit pour mener une grande expédition en Sicilie, pour venir en aide aux derniers bastions chrétiens de l'île, alors que les gouverneurs fatimides se sont déjà emparés de Taormine en 963 et tentent désormais de prendre Rometta. C'est un choix relativement surprenant pour une action d'une telle ampleur, sachant que Nicétas ne semble pas avoir d'expérience particulière, à la différence d'autres généraux de l'Empire. Il pourrait traduire l'incapacité de Nicéphore Phocas à se priver de ses meilleurs éléments qui combattent en Orient, face aux Hamdanides. Il est accompagné par un cousin de l'empereur, Manuel Phocas, qui dirige la composante terrestre de l'expédition. Toujours selon Léon, dès leur arrivée en Sicile, les Byzantins reprennent Syracuse et Himère, bénéficiant aussi de la reddition sans résistance de Taormine et Léontini. Encouragé par ce succès, Manuel Phocas pénètre dans l'intérieur des terres, en direction de Rometta mais il tombe dans une embuscade en octobre 964 et subit une déroute complète. Désormais abandonnée, Rometta capitule et les Fatimides décident d'attaquer la flotte de Nicétas, qui est alors en plein repli dans le détroit de Messine. Cela donne lieu à la bataille du Détroit qui se conclut par une large victoire des Musulmans, qui s'emparent d'un grand nombre de navires et de Nicétas lui-même.
Nicétas et les autres officiers byzantins sont amenés en Ifriqiya, devant le calife Al-Muʿizz li-Dīn Allāh. Ils y demeurent captifs jusqu'à ce que Nicéphore II paie la rançon, probablement dans le cadre du traité de paix byzantino-fatimide de 967. Selon Léon le Diacre, il aurait offert une épée ayant appartenu à Mahomet pour libérer Nicétas. Au cours de sa détention, celui-ci en a profité pour copier les homélies de Basile de Césarée et de Grégoire de Nazianze dans un manuscrit calligraphié, qu'il donne à un monastère dédié à Saint-George et qui appartient désormais aux collections de la bibliothèque nationale de France.

## Sources
- Hélène Ahrweiler, « L'histoire et la géographie de la région de Smyrne entre les deux occupations turques (1081-1317), particulièrement au XIIIe siècle », Travaux et mémoires, Paris: E. de Boccard. 1,‎ 1965, p. 2-178
- (de) Ralph-Johannes Lilie (en), Claudia Ludwig (de), Beate Zielke et Thomas Pratsch (dir.), Prosopographie der mittelbyzantinischen Zeit Online, De Gruyter, 2013 (lire en ligne).
- (en) Heinz Halm (trad. Michael Bonner), The Empire of the Mahdi : The Rise of the Fatimids, vol. 26, Leiden, BRILL, 1996, 452 p. (ISBN 90-04-10056-3, lire en ligne)